# Drepanopses rufipicta
Drepanopses rufipicta là một loài bướm đêm trong họ Noctuidae.